# Humberto Fernandes
Humberto da Silva Fernandes (Lisbona, 14 giugno 1940 – 8 febbraio 2009) è stato un calciatore portoghese, di ruolo difensore.

## Carriera
Crebbe nel settore giovanile del Benfica, squadra in cui giocò tutta la carriera vincendo 6 campionati portoghesi (1963, 1964, 1965, 1967, 1968, 1969) ed una Coppa dei Campioni (1962). Giocò 22 partite in Europa con il Benfica, l'ultima delle quali nel 1969-1970 contro il Celtic.

## Statistiche
- 1958-1959 1 (0)
- 1959-1960 0 (0)
- 1960-1961 0 (0)
- 1961-1962 11 (0)
- 1962-1963 17 (0)
- 1963-1964 3 (0)
- 1964-1965 2 (0)
- 1965-1966 1 (0)
- 1966-1967 1 (0)
- 1967-1968 20 (0)
- 1968-1969 2 (0)
- 1969-1970 0 (0)